# Aleksandr Golovin
Aleksandr Sergeevici Golovin (rusă Александр Сергеевич Головин; n. 30 mai 1996) este un fotbalist profesionist rus care joacă pe postul de mijlocaș central pentru AS Monaco și echipa națională a Rusiei. 

## Tinerețe
Golovin s-a născut dintr-o familie de mineri din micul oraș minier Kaltan din sudul Siberiei, Rusia. Încă din copilărie, s-a împrietenit cu Aleksandr Pliasunov, antrenor la o școala sportivă. Când Golovin avea șase ani, a început să joace fotbal sub îndrumarea lui Pliasunov, după care a ajuns la FC Novokuznetsk (denumită apoi Metallurg-Zapsib) și la Leninsk-Kuznețky. După ce a jucat pentru Metallurg, a fost invitat să joace pentru echipa echipei siberiene. În această perioadă Golovin a atras atenția scouterilor și a ajuns la PFC ȚSKA Moscova.

## Cariera de club

### ȚSKA Moscova
Golovin a debutat pentru PFC ȚSKA Moscova, la 24 septembrie 2014, cu FC Khimik Dzerzhinsk, în șaisprezecimile Cupei Rusiei . A fost titular și a fost înlocuit în minutul 88 al partidei. 
Golovin și-a făcut debutul în Prima Ligă Rusă pentru PFC ȚSKA Moscova la 14 martie 2015, într-o partidă cu FC Mordovia Saransk, intrând în minutul 72 al partidei. El și-a făcut debutul în Liga Campionilor împotriva Spartei Praga la 5 august 2015, înlocuindu-l pe Alan Dzagoev. El a marcat primul său gol pentru ȚSKA pe 9 aprilie 2016 într-un meci cu FC Mordovia Saransk.
În vara lui 2017, Arsenal a oferit între 8 și 10 milioane de lire sterline pentru Golovin, dar CSKA a refuzat transferul.
La 2 decembrie 2016, Golovin și-a prelungit contractul cu ȚSKA Moscova până la sfârșitul sezonului 2020–2021.

### AS Monaco
La 27 iulie 2018, Golovin a semnat un contract pe cinci ani cu AS Monaco pentru o sumă de transfer ținută secret de ȚSKA Moscova. Golovin a debutul pentru Monaco în remiza 1-1 a Ligii 1 acasă împotriva lui Nîmes Olympique pe 21 septembrie 2018, intrând pe teren în minutul 72.  El a debutat în Ligue 1 marți, 25 septembrie 2018, în înfrângerea de acasă scor 1-suferită în fața lui SCO Angers . El a marcat primul său gol din Ligue 1 pe 2 februarie 2019, în victoria cu 2–1 obținută pe teren propriu în fața lui Toulouse FC . 
Pe 24 septembrie 2019, Golovin a marcat două goluri și i-a oferit un o pasă de gol lui Wissam Ben Yedder în victoria lui Monaco, scor 3-1, cu OGC Nice.

## Cariera internațională

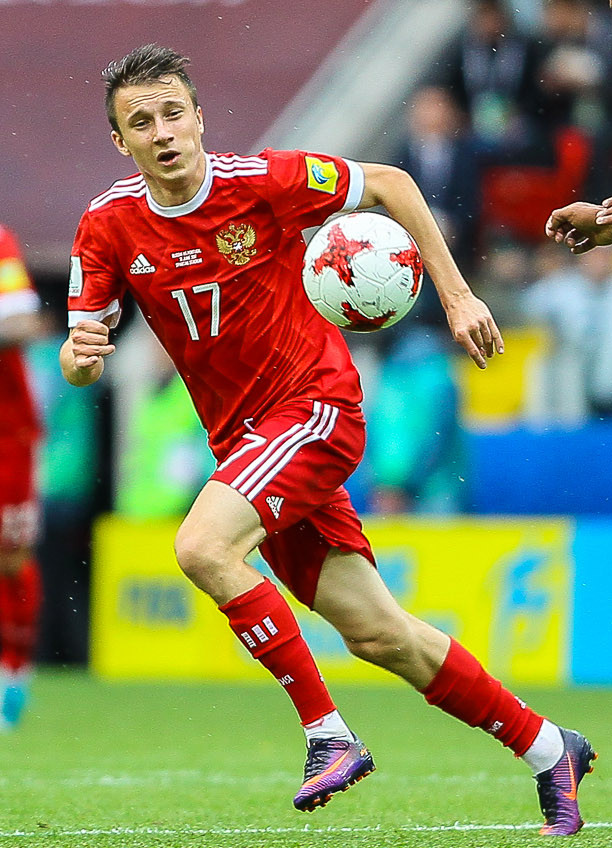
Golovin joacă pentru Rusia la Cupa Confederațiilor FIFA 2017

Golovin a câștigat Campionatul European sub-17 UEFA 2013 cu echipa națională sub 17 ani a Rusiei, cu care a participat și la Campionatul Mondial FIFA U-17 2013 . Ulterior, Golovin a continuat să reprezinte echipa națională de sub 19 ani a Rusiei la Campionatul European sub 19 ani UEFA 2015, unde Rusia a ocupat locul doi. Golovin și-a făcut debutul pentru naționala Rusiei la 7 iunie 2015, într-un meci amical împotriva Bielorusiei la Arena Khimki, înlocuindu-l pe căpitanul Roman Shirokov în minutul 61 și marcând cel de-al doilea gol al Rusiei, 16 minute mai târziu. 
La 11 mai 2018, el a fost inclus în lotul lărgit pentru Campionatul Mondial FIFA 2018 din Rusia.  Pe 3 iunie 2018, a fost inclus în lotul final de la Campionatul Mondial. La 14 iunie 2018, el a jucat un rol crucial în victoria Rusiei cu 5-0 asupra Arabiei Saudite, dând două pase de gol și marcându-l pe ultimul dintr-o lovitură liberă în meciul de deschidere al Campionatul Mondial din 2018.